# Zăbrani
Zăbrani é uma comuna romena localizada no distrito de Arad, na região histórica da Transilvânia. A comuna possui uma área de 117.78 km² e sua população era de 4587 habitantes segundo o censo de 2007.